# メーデー (パスピエの曲)
「メーデー」は、パスピエの楽曲で、通算8枚目のシングル。2016年11月23日にワーナーミュージック・ジャパンから発売された。

## 概要
- 前作「永すぎた春/ハイパーリアリスト」より約4ヶ月ぶりのリリース。
- Atlantic Japan移籍後初の作品。
- 「わたし開花したわ re(mind)mix」は、『わたし開花したわ』の成田ハネダによるリミックス。

## 収録曲
#1,#2 作詞：大胡田なつき 作曲：成田ハネダ 編曲：パスピエ
#3,作詞：大胡田なつき、成田ハネダ 作曲：成田ハネダ リミックス：成田ハネダ
| #         | タイトル                         | 作詞                     | 作曲       | 時間  |
| --------- | -------------------------------- | ------------------------ | ---------- | ----- |
| 1.        | 「メーデー」                     | 大胡田なつき             | 成田ハネダ | 4:27  |
| 2.        | 「月暈」                         | 大胡田なつき             | 成田ハネダ | 5:43  |
| 3.        | 「わたし開花したわ re(mind)mix」 | 大胡田なつき、成田ハネダ | 成田ハネダ | 13:57 |
| 合計時間: | 合計時間:                        | 合計時間:                | 合計時間:  | 24:07 |